# Het Nieuwsblad
Het Nieuwsblad is een Belgisch Nederlandstalig dagblad dat wordt uitgegeven door de groep Mediahuis.

## Geschiedenis

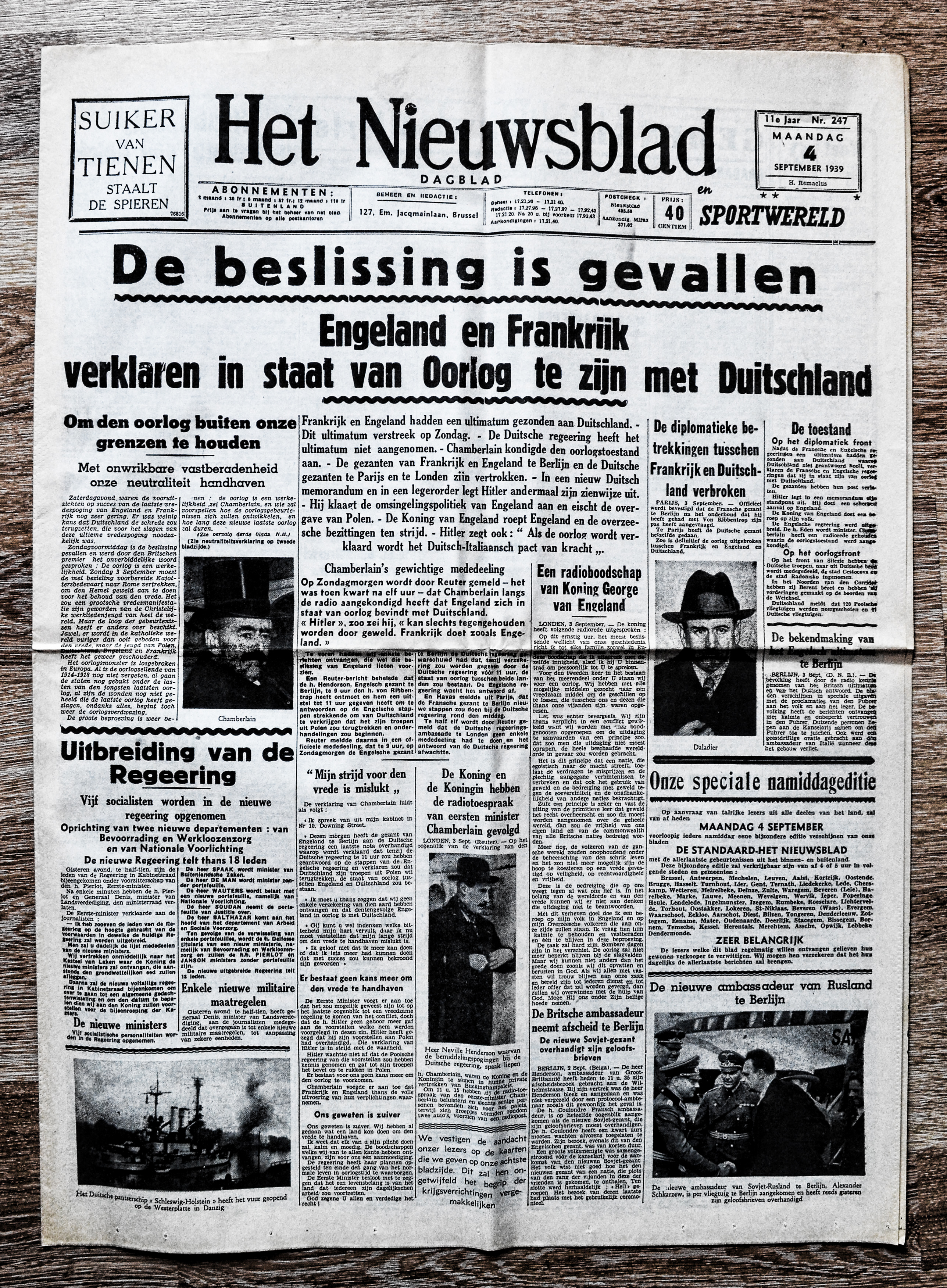
Voorpagina 4 september 1939.

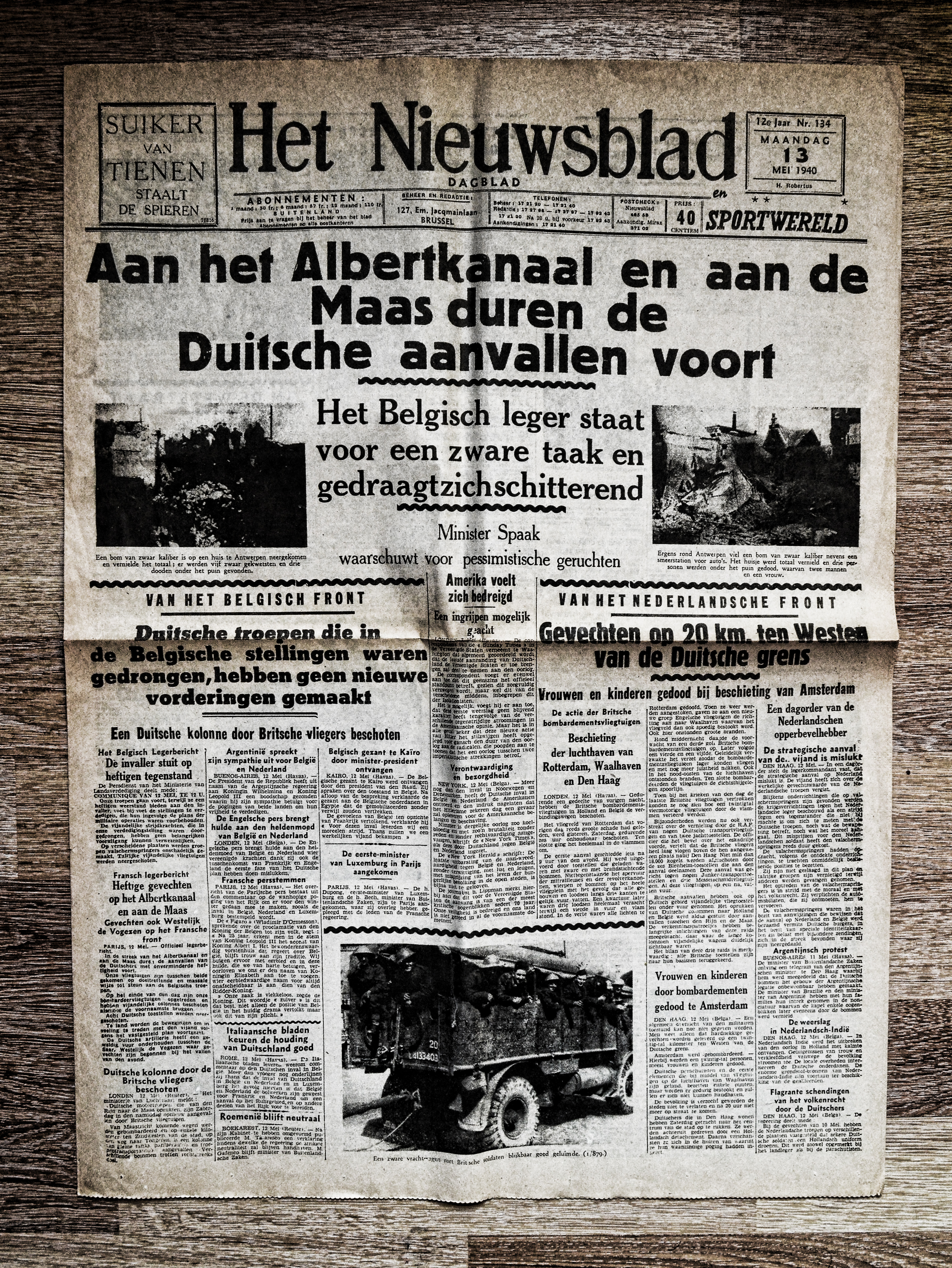
Voorpagina 13 mei 1940.

De krant werd door De Standaard opgericht met het doel een ruimer publiek te bereiken en verscheen voor het eerst op 3 november 1929. De krant, die oorspronkelijk Het Nieuwsblad heette (met lidwoord), positioneerde zich op de dagbladenmarkt als een krant voor de lagere katholieke bediende en legde zich op algemene en sportverslaggeving toe. Vanaf 1939 werd SportWereld onder de vleugels genomen.
Na de overname in 1957 door De Standaardgroep evolueerde het Antwerpse Het Handelsblad vanaf 1962 tot een kopkrant van Het Nieuwsblad om in 1979 te verdwijnen. Ook de Brusselse krant Het Nieuws van den Dag was dit lot beschoren en ging in 1965 op in Het Nieuwsblad. In 1959 werden De Gentenaar en De Landwacht overgenomen door De Standaardgroep, De Landwacht verdween als titel, maar De Gentenaar werd als zusterkrant behouden. Tot op heden heeft ze een eigen redactie voor de regionale berichtgeving.
In oktober 1995 werd Pol Van Den Driessche hoofdredacteur van de krant, een functie die hij uitoefende tot 1999. Wegens tegenvallende verkoopcijfers werd hij vervangen door Rik Vanwalleghem die op zijn beurt in november 2000 werd opgevolgd door Luc Soens. Soens kreeg als adjuncten Dirk Remmerie en Mathias Danneels naast zich. Op 8 oktober 2001 werd Guido Van Liefferinge algemeen hoofdredacteur van Het Nieuwsblad en Het Volk. Zowel Luc Soens als zijn evenknie Luc Demullier bij Het Volk bleven in functie na de aanstelling van Van Liefferinge en werden samen bevoegd voor de redactionele koers van beide kranten.
In 2003 werd Van Liefferinge opgevolgd door Dirk Remmerie en Frank Buyse, respectievelijk adjunct-hoofdredacteur en chef sport. Sinds oktober 2005 verschijnt Het Nieuwsblad in tabloidformaat. Na de aanstelling in februari 2006 van Peter Vandermeersch als algemeen hoofdredacteur van de Coreliokranten stapte Frank Buyse op als co-hoofdredacteur. In september 2007 verliet ook Dirk Remmerie de krant; hij werd als hoofdredacteur opgevolgd door Michel Vandersmissen. Op 5 mei 2008 raakte bekend dat de krant vanaf zaterdag 10 mei 2008 zou samensmelten met Het Volk. Tot 2 maart 2009 droeg de krant als ondertitel Het Volk. Na het vertrek van co-hoofdredacteur Geert Dewaele in september 2011 werd de hoofdredactie van de krant verstrekt door Pascal Weiss (nieuws) en Liesbeth Van Impe (politiek). Guy Fransen bleef hoofdredacteur tot november 2013.
Vanaf 2022 werd het lidwoord uit Het Nieuwsblad weggelaten onder de grote N op de voorpagina van de papieren versie van de krant.

## Structuur

### Hoofdredacteurs
| Tijdspanne   | Hoofdredacteur                    |
| ------------ | --------------------------------- |
| ...          |                                   |
| ? - 1994     | Roger Schoemans                   |
| 1995         | Lou De Clerck                     |
| 1995 - 1999  | Pol Van Den Driessche             |
| 1999 - 2000  | Rik Vanwalleghem                  |
| 2001 - 2003  | Luc Soens                         |
| 2003 - 2006  | Dirk Remmerie en Frank Buyse      |
| 2006 - 2007  | Dirk Remmerie                     |
| 2007 - 2009  | Michel Vandersmissen              |
| 2010 - 2011  | Guy Fransen en Geert Dewaele      |
| 2011 - 2013  | Guy Fransen                       |
| 2013 - 2024  | Pascal Weiss en Liesbeth Van Impe |
| 2024 - heden | Liesbeth Van Impe                 |

### Redactie
Net als zusterkrant De Gentenaar en de kranten De Standaard, Gazet van Antwerpen en Het Belang van Limburg wordt Nieuwsblad uitgegeven door de groep Mediahuis. De redactie van de krant bevindt zich in Antwerpen en wordt geleid door de hoofdredacteur Liesbeth Van Impe.

### Kenmerken
Met de stijgende technologische vooruitgang is het aantal foto's en afbeeldingen flink toegenomen, terwijl het verschil met andere kranten is afgenomen: elke krant heeft de rubrieken binnen- en buitenlands nieuws, sport, economie, regionaal. Overigens werd de Gentse krant Het Volk vanaf november 2000 op dezelfde persen gedrukt. Het karakteristieke van Het Nieuwsblad is te vinden in de schrijfstijl en het feit dat de politieke verslaggeving beknopter is dan in De Standaard. Het sportnieuws staat gebundeld in een uitneembare katern, SportWereld, dat integraal deel uitmaakt van Nieuwsblad.
In de krant verschijnen verder voorpublicaties van Suske en Wiske, Jommeke, F.C. De Kampioenen, Casper en Hobbes en Garfield, wedstrijden zoals Megascore en Megabike en vaak zijn er spaaracties voor bijvoorbeeld dvd's of boeken. Iedere dag staan er ook één of meer actuele cartoons in van de Belgische cartoonist Marec.
De zaterdagse bijvoegsels zijn de vacaturebijlage Jobat en Weekend. Sinds februari 2008 verschijnt er iedere week een gratis magazine bij Nieuwsblad. In 2003 verscheen er voor het eerst ook een zondagseditie, Nieuwsblad op Zondag, die vooral werd verdeeld bij bakkers en andere winkels die 's zondags geopend zijn. Sinds begin 2013 verschijnt deze zondagskrant in een digitale versie.
Nieuwsblad is ook de organisator van de Ronde van Vlaanderen en sedert 2009 van de Omloop Het Nieuwsblad (vroeger Omloop Het Volk).

### Oplage en verkoop
Dagelijks worden er volgens het CIM bijna 250.000 exemplaren van Nieuwsblad verkocht (in combinatie met De Gentenaar; cijfers van 2015). Daarmee is Nieuwsblad-De Gentenaar de op een na grootste krantenformatie in Vlaanderen, na Het Laatste Nieuws-De Nieuwe Gazet.
| Naam               | 2007    | 2008    | 2009    | 2010    | 2011    | 2012    | 2013    | 2014    | 2015    |
| ------------------ | ------- | ------- | ------- | ------- | ------- | ------- | ------- | ------- | ------- |
| Oplage - Print     | 245.209 | 301.471 | 297.426 | 297.359 | 295.075 | 286.610 | 281.145 | 272.202 | 264.866 |
| Verkoop - Print    | 207.745 | 262.513 | 258.476 | 259.643 | 259.729 | 255.492 | 252.740 | 246.515 | 239.274 |
| Verkoop - Digitaal | 0       | 0       | 0       | 0       | 493     | 2.296   | 3.289   | 6.777   | 10.638  |
| Verkoop - Totaal   | 207.745 | 262.513 | 258.476 | 259.643 | 260.222 | 257.788 | 256.029 | 253.292 | 249.912 |

Bron: CIM
Tussen 10 mei 2008 en 2 maart 2009 stond "Het Volk" enkel nog als ondertitel op Het Nieuwsblad. Sindsdien worden de cijfers van de voormalige Gentse krant, in 1994 overgenomen door de VUM, opgenomen in de cijfers van Het Nieuwsblad, dit verklaart de sterke stijging van de oplage en verkoopcijfers tussen 2007 en 2008.